# Гарден-Сіті (Канзас)
Гарден-Сіті (англ. Garden City) — місто (англ. city) в США, в окрузі Фінні штату Канзас. Населення — 28 151 особа (2020).

## Географія
Гарден-Сіті розташований за координатами 37°58′40″ пн. ш. 100°51′37″ зх. д. / 37.97778° пн. ш. 100.86028° зх. д. (37.977856, -100.860415).  За даними Бюро перепису населення США в 2010 році місто мало площу 22,84 км², уся площа — суходіл. В 2017 році площа становила 27,99 км², з яких 27,93 км² — суходіл та 0,06 км² — водойми.

### Клімат
| Клімат : Гарден-Сіті                           | Клімат : Гарден-Сіті | Клімат : Гарден-Сіті | Клімат : Гарден-Сіті | Клімат : Гарден-Сіті | Клімат : Гарден-Сіті | Клімат : Гарден-Сіті | Клімат : Гарден-Сіті | Клімат : Гарден-Сіті | Клімат : Гарден-Сіті | Клімат : Гарден-Сіті | Клімат : Гарден-Сіті | Клімат : Гарден-Сіті | Клімат : Гарден-Сіті |
| Показник                                       | Січ.                 | Лют.                 | Бер.                 | Квіт.                | Трав.                | Черв.                | Лип.                 | Серп.                | Вер.                 | Жовт.                | Лист.                | Груд.                | Рік                  |
| Абсолютний максимум, °C                        | 26,1                 | 31,7                 | 33,9                 | 37,8                 | 41,1                 | 43,3                 | 43,3                 | 42,8                 | 41,1                 | 36,1                 | 32,8                 | 28,3                 | 43,3                 |
| Середній максимум, °C                          | 6,7                  | 9,0                  | 14,3                 | 19,6                 | 24,7                 | 30,0                 | 33,2                 | 32,1                 | 27,8                 | 20,9                 | 13,1                 | 6,9                  | 19,9                 |
| Середня температура, °C                        | −0,6                 | 1,6                  | 6,4                  | 11,7                 | 17,4                 | 22,7                 | 25,7                 | 24,8                 | 20,1                 | 13,0                 | 5,4                  | −0,2                 | 12,4                 |
| Середній мінімум, °C                           | −7,9                 | −5,8                 | −1,4                 | 3,7                  | 10,1                 | 15,4                 | 18,1                 | 17,6                 | 12,4                 | 5,1                  | −2,3                 | −7,3                 | 4,8                  |
| Абсолютний мінімум, °C                         | −29,4                | −27,2                | −30                  | −12,2                | −3,9                 | 2,2                  | 7,8                  | 7,8                  | −3,3                 | −10,6                | −20,6                | −27,2                | −30                  |
| Норма опадів, мм                               | 9                    | 14                   | 37                   | 44                   | 73                   | 88                   | 71                   | 62                   | 37                   | 33                   | 14                   | 13                   | 495                  |
| Днів з опадами                                 | 3,1                  | 4,1                  | 5,6                  | 6,7                  | 9,2                  | 9,3                  | 8,6                  | 7,9                  | 5,9                  | 5,4                  | 3,6                  | 3,0                  | 72,4                 |
| Днів зі снігом                                 | 2,3                  | 1,4                  | 1,9                  | 0,4                  | 0                    | 0                    | 0                    | 0                    | 0                    | 0,1                  | 1,0                  | 1,4                  | 8,5                  |
| Вологість повітря, %                           | 64                   | 62                   | 61                   | 59                   | 66                   | 59                   | 62                   | 65                   | 58                   | 59                   | 63                   | 65                   | 61                   |
| ---------------------------------------------- | -------------------- | -------------------- | -------------------- | -------------------- | -------------------- | -------------------- | -------------------- | -------------------- | -------------------- | -------------------- | -------------------- | -------------------- | -------------------- |
| Джерело: National Weather Service; Weatherbase |                      |                      |                      |                      |                      |                      |                      |                      |                      |                      |                      |                      |                      |

## Демографія
Згідно з переписом 2010 року, у місті мешкало 26 658 осіб у 9071 домогосподарстві у складі 6355 родин. Густота населення становила 1167 осіб/км².  Було 9656 помешкань (423/км²).
Расовий склад населення:
| - 74,7 % — білих - 4,4 % — азіатів - 2,8 % — чорних або афроамериканців - 0,9 % — корінних американців - 14,2 % — осіб інших рас |

До двох чи більше рас належало 2,9 %. Частка іспаномовних становила 48,6 % від усіх жителів.
За віковим діапазоном населення розподілялося таким чином: 31,2 % — особи молодші 18 років, 59,8 % — особи у віці 18—64 років, 9,0 % — особи у віці 65 років та старші. Медіана віку мешканця становила 29,9 року. На 100 осіб жіночої статі у місті припадало 99,0 чоловіків;  на 100 жінок у віці від 18 років та старших — 98,0 чоловіків також старших 18 років.
Середній дохід на одне домашнє господарство  становив 61 969 доларів США (медіана — 47 279), а середній дохід на одну сім'ю — 65 603 долари (медіана — 53 079). Медіана доходів становила 36 264 долари для чоловіків та 29 116 доларів для жінок. За межею бідності перебувало 17,3 % осіб, у тому числі 24,6 % дітей у віці до 18 років та 11,9 % осіб у віці 65 років та старших.
Цивільне працевлаштоване населення становило 13 540 осіб. Основні галузі зайнятості: виробництво — 21,3 %, освіта, охорона здоров'я та соціальна допомога — 20,6 %, роздрібна торгівля — 12,1 %, мистецтво, розваги та відпочинок — 8,4 %.